# Berwick Bassett
Berwick Bassett – wieś w Anglii, w hrabstwie Wiltshire. Leży 43 km na północ od miasta Salisbury i 120 km na zachód od Londynu.